# Simeon ben Gamaliel
Simeon ben Gamaliel (en hebreu: שמעון בן גמליאל) va ser un savi de l'època dels tanaim i un líder del poble jueu. Va servir com a president del Sanedrí a Jerusalem durant la revolta jueva, va succeir al seu pare ocupant el mateix càrrec, l'any 52 del segle primer, just abans de la destrucció del segon Temple de Jerusalem. Era un descendent directe del Rei David, i fou el net de Hillel l'Ancià. Era contemporani dels summes sacerdots Hanan ben Hanan i Yehoshua ben Gamla. Va ser un dels 10 màrtirs esmentats en la litúrgia jueva. Segons les taules cronològiques del Rabí Sherira Gaon, va ser decapitat, juntament amb el Rabí Ismael ben Elisha, el summe sacerdot, abans de la destrucció del temple, encara que l'historiador Flavi Josep esmenta solament l'execució d'Ismael de Cirene, durant la guerra amb Roma (66-68). El relat és esmentat al tractat Ebel Rabati, capítol 8, i a l'Avot de Rabí Natan (38:3), on a Simeon ben Gamaliel se li va oferir el títol de Nasí, juntament amb el títol honorífic de Rabeinu (el nostre mestre). Ell i els seus partidaris es van oposar al nomenament de Josep com a governador militar de Galilea, i van intentar apartar-ho d'aquest càrrec. La seva sepultura està situada a Kafr Kana, prop del Golan, a la Baixa Galilea, una regió situada al nord d'Israel, la seva tomba ha estat un lloc de peregrinació per als pelegrins jueus durant gairebé 2.000 anys.